# Miss Grand Argentina
Miss Grand Argentina es un título de belleza femenina de Argentina y un selección preliminar para Miss Grand Internacional. Todas las  Miss Grand Argentina hasta la actualidad fueron designadas por las distintas organizaciones a cargo de la franquicia, hasta el momento no se realizó ningún concurso nacional.
Hasta el momento ninguna Miss Grand Argentina se consagró ganadora de la corona internacional, la representante que más lejos ha llegado fue Mariana Jesica Varela en el año 2020 quien obtuvo la posición 10 dentro del Top 10 de semifinalistas logrando así hasta la fecha la primera y única clasificación para Argentina en Miss Grand Internacional. 
Miss Grand Argentina 2024 y actual reina del certamen, es Alejandra Morales  de la provincia de Córdoba , quien representará al país en Miss Grand Internacional 2024 en octubre en Tailandia  

## Ganadoras del certamen
| Año                             | Ganadora                     | Ciudad              | Edad | Altura | Lugar del evento                           | Participantes                              | Fecha                                      | Ref.  |  |
| 2023                            | Natalia Carolina Cometto     | Formosa             | 28   | 1.75 m | Designada, no se realiza concurso nacional | Designada, no se realiza concurso nacional | Designada, no se realiza concurso nacional |       |  |
| 2022                            | Camila Barraza               | Buenos Aires        | 29   | 1.80 m | Designada, no se realiza concurso nacional | Designada, no se realiza concurso nacional | Designada, no se realiza concurso nacional |       |  |
| 2021                            | Florencia Melanie De Palo    | Buenos Aires        | 25   | 1.76 m | Designada, no se realiza concurso nacional | Designada, no se realiza concurso nacional | Designada, no se realiza concurso nacional |       |  |
| 2020                            | Mariana Varela               | Buenos Aires        | 25   | 1.77 m | Designada, no se realiza concurso nacional | Designada, no se realiza concurso nacional | Designada, no se realiza concurso nacional |       |  |
| 2019                            | Agustina Epelde              | Buenos Aires        | 25   | 1.77 m | Designada, no se realiza concurso nacional | Designada, no se realiza concurso nacional | Designada, no se realiza concurso nacional | [ 1 ] |  |
| 2018                            | María Julieta Riveros Weber  | Córdoba             | 20   | 1.81 m | Designada, no se realiza concurso nacional | Designada, no se realiza concurso nacional | Designada, no se realiza concurso nacional | [ 2 ] |  |
| 2017                            | Yoana del Carmen Don Marozzi | Santiago del Estero | 27   | 1.78 m | Designada, no se realiza concurso nacional | Designada, no se realiza concurso nacional | Designada, no se realiza concurso nacional | [ 3 ] |  |
| 2015 – 2016: Sin representantes |                              |                     |      |        |                                            |                                            |                                            |       |  |
| 2014                            | Nadina Loreley Vallina       | Buenos Aires        | 19   | 1.75 m | Designada,no se realiza concurso nacional  | Designada,no se realiza concurso nacional  | Designada,no se realiza concurso nacional  | [ 4 ] |  |
| 2013                            | Susel Jacquet                | Corrientes          | 24   |        | Designada, no se realiza concurso nacional | Designada, no se realiza concurso nacional | Designada, no se realiza concurso nacional | [ 5 ] |  |

## Representaciones internacionales por año
Clave de color;
- Ganadora
- Finalista
- Semifinalista
- Cuartofinalista

### Miss Grand International
| Provincias          | Títulos | Victorias                    |
| ------------------- | ------- | ---------------------------- |
| Buenos Aires        | 5       | 2014, 2019, 2020, 2021, 2022 |
| Formosa             | 1       | 2023                         |
| Córdoba             | 1       | 2018                         |
| Santiago del Estero | 1       | 2017                         |
| Corrientes          | 1       | 2013                         |

| Año                             | Representante                | Provincias          | Posición               | Premios especiales | Ref   |
| ------------------------------- | ---------------------------- | ------------------- | ---------------------- | ------------------ | ----- |
| 2023                            | Natalia Carolina Cometto     | Formosa             | Por Competir           |                    |       |
| 2022                            | Camila Barraza               | Buenos Aires        | No Clasificó           |                    |       |
| 2021                            | Florencia Melanie De Palo    | Buenos Aires        | No Clasificó           |                    |       |
| 2020                            | Mariana Jesica Varela        | Buenos Aires        | Top 10                 |                    |       |
| 2019                            | Agustina Epelde              | Buenos Aires        | No se unió al concurso |                    |       |
| 2018                            | María Julieta Riveros Weber  | Córdoba             | No Clasificó           |                    | [ 6 ] |
| 2017                            | Yoana del Carmen Don Marozzi | Santiago del Estero | No Clasificó           |                    |       |
| 2015 – 2016: Sin representantes |                              |                     |                        |                    |       |
| 2014                            | Nadina Loreley Vallina       | Buenos Aires        | No Clasificó           |                    |       |
| 2013                            | Susel Jacquet                | Corrientes          | No Clasificó           |                    |       |